# Józef Butler
Józef hr. Butler (? - 1749), herbu Butler, starosta kwieciński i dziedzic Radzięcina, starosta witagolski.
Syn Marka i Franciszki Szczuki. Właściciel części ziem klucza frampolskiego. W 1740 ufundował pierwszy drewniany kościół we Frampolu.
Ożenił się z Teresą Urbańską, z którą miał troje dzieci: Józefę za Krzysztofem Niemirowiczem-Szczyttem, Annę za Janem Wisłockim i Antoninę za Kazimierzem Ossolińskim.
Po śmierci męża Teresa Butlerowa w 1753 wyszła ponownie za mąż za Józefa Fredro, z którym miała czworo dzieci: Konstantego, Elżbietę, Zofię i Jacka. Trzecim mężem Teresy z Urbańskich był Józef baron Bobowski,